# Parc forestier de Monsanto
Le parc forestier de Monsanto est situé à l'ouest du centre-ville de Lisbonne réparti sur plusieurs freguesias : Campolide, São Domingos de Benfica, Benfica, Alcântara, Ajuda, Santa Maria de Belém et São Francisco Xavier.

## Description
Avec une superficie de 1 000 ha, il est réputé pour être l'un des plus vastes parcs publics urbain au monde. Sa superficie correspond à un dixième de celle de la ville de Lisbonne.  C'est une forêt de type méditerranéen avec, au fil des campagnes de plantations d'arbres, différentes espèces, notamment : des pins parasols, des pins d’Alep, des cyprès du Portugal, des chênes-lièges, des chênes verts, des chênes du Portugal, etc. Les chênes-lièges n'y sont pas dépouillés de leur écorce. 23 espèces d’orchidées sauvages y poussent. Les espèces d'arbres plantées vont encore évoluer pour prendre en compte le réchauffement climatique.
Le parc contient aussi une zone de biodiversité, à l'accès contingenté, et un lac.
Un restaurant traditionnel portugais, le Monte Verde, se niche au cœur de la forêt, et est ouvert le midi.

## Historique
Le parc a été créé en 1934 par Duarte Pacheco (ministre des travaux publics et responsable des grandes rénovations du régime Salazariste). Auparavant, le territoire correspondant à cette forêt était peu exploité : « la serra de Monsanto, cette chaîne de montagnes dominant la ville, abritait au début du XXe siècle des terres agricoles arides et épuisées par les activités de pâturage ». Les conditions d'exposition au vent ont conduit au développement d'une importante activité de meunerie au XIXe siècle, mais le dernier moulin à vent ferme en 1925. Le projet de Duarte Pacheco « était guidé par une idéologie de la santé à tendance hygiéniste résumée par la formule “mens sana in corpore sano” ». 
Pacheco, ministre des travaux publics au moment de la création du parc, cumule à partir de fin mars 1938 ces fonctions de ministre (sous l'autorité d'António de Oliveira Salazar) et celle de maire de Lisbonne. Le reboisement du parc commence en 1938 et nécessite des expropriations menées rapidement.

## Accès et fréquentation
Les voies d'accès et les premiers équipements sont planifiés par l'architecte Keil do Amaral en 1946. On peut y accéder en voiture (notamment par l'autoroute A5 qui le traverse d'est en ouest), ou en vélo ou bus à partir du centre ville.

Au début du XXIe siècle, 2 000 personnes en moyenne foulent chaque jour les chemins du parc : surtout des Lisboètes, les touristes sont plus rares.

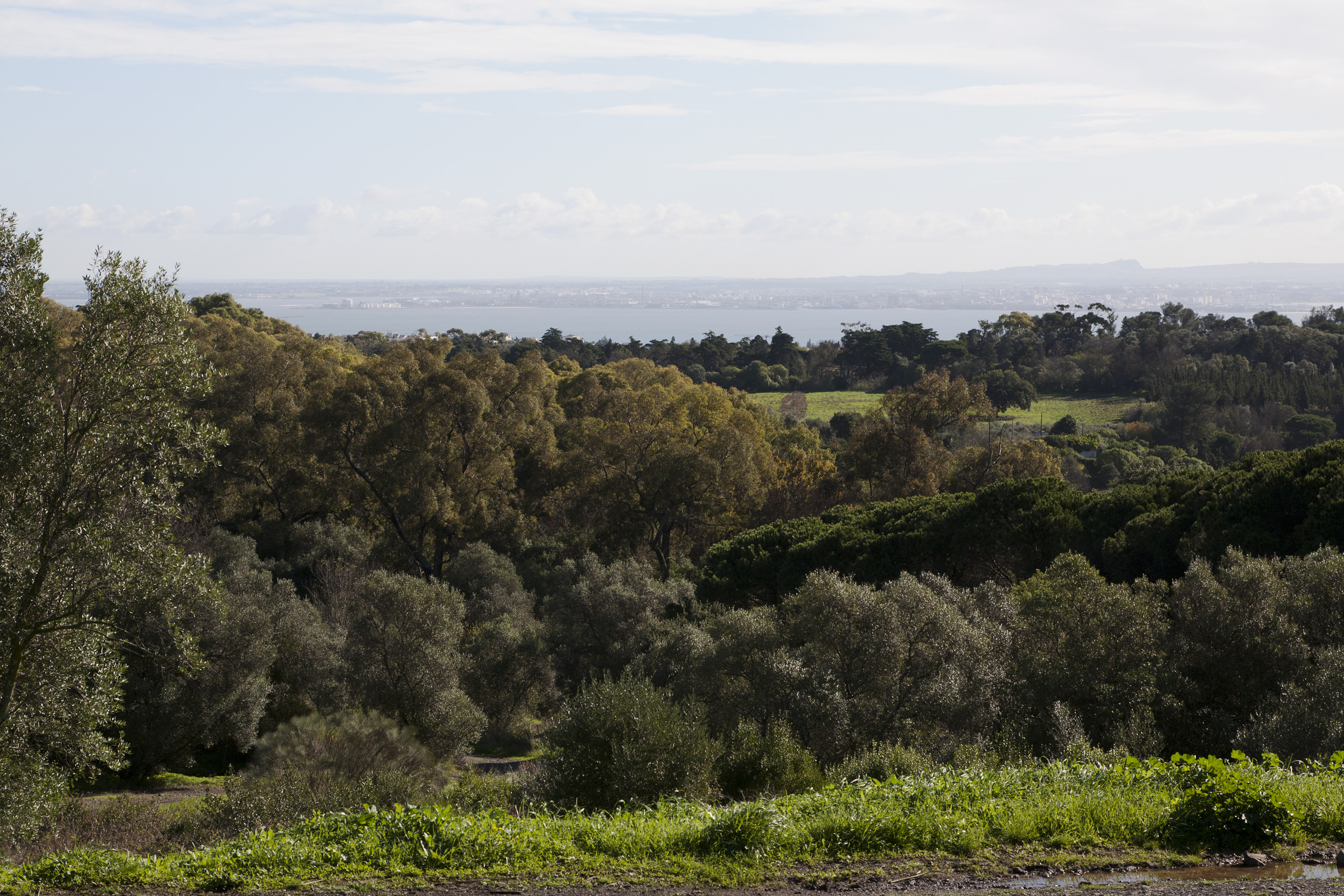
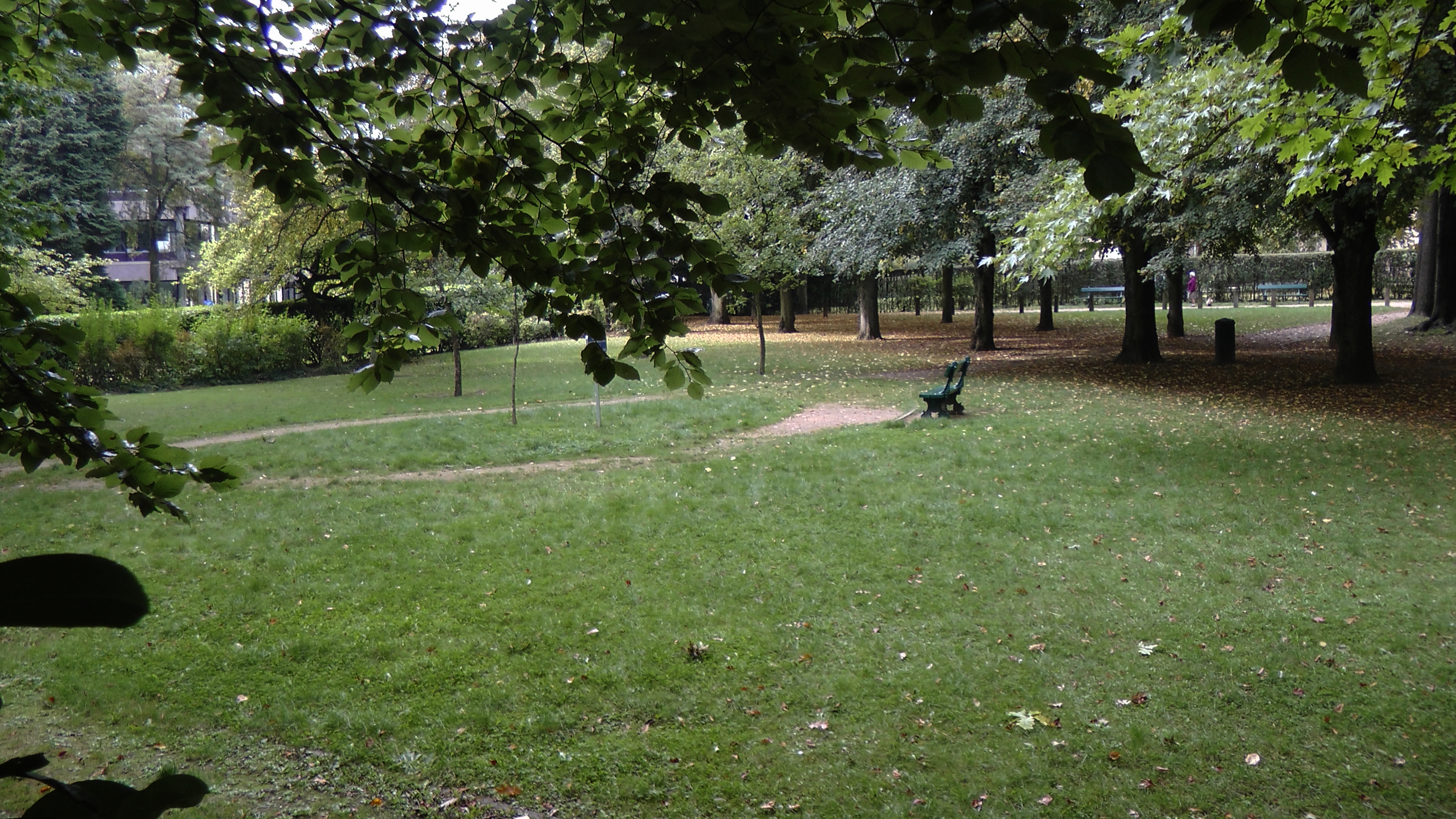
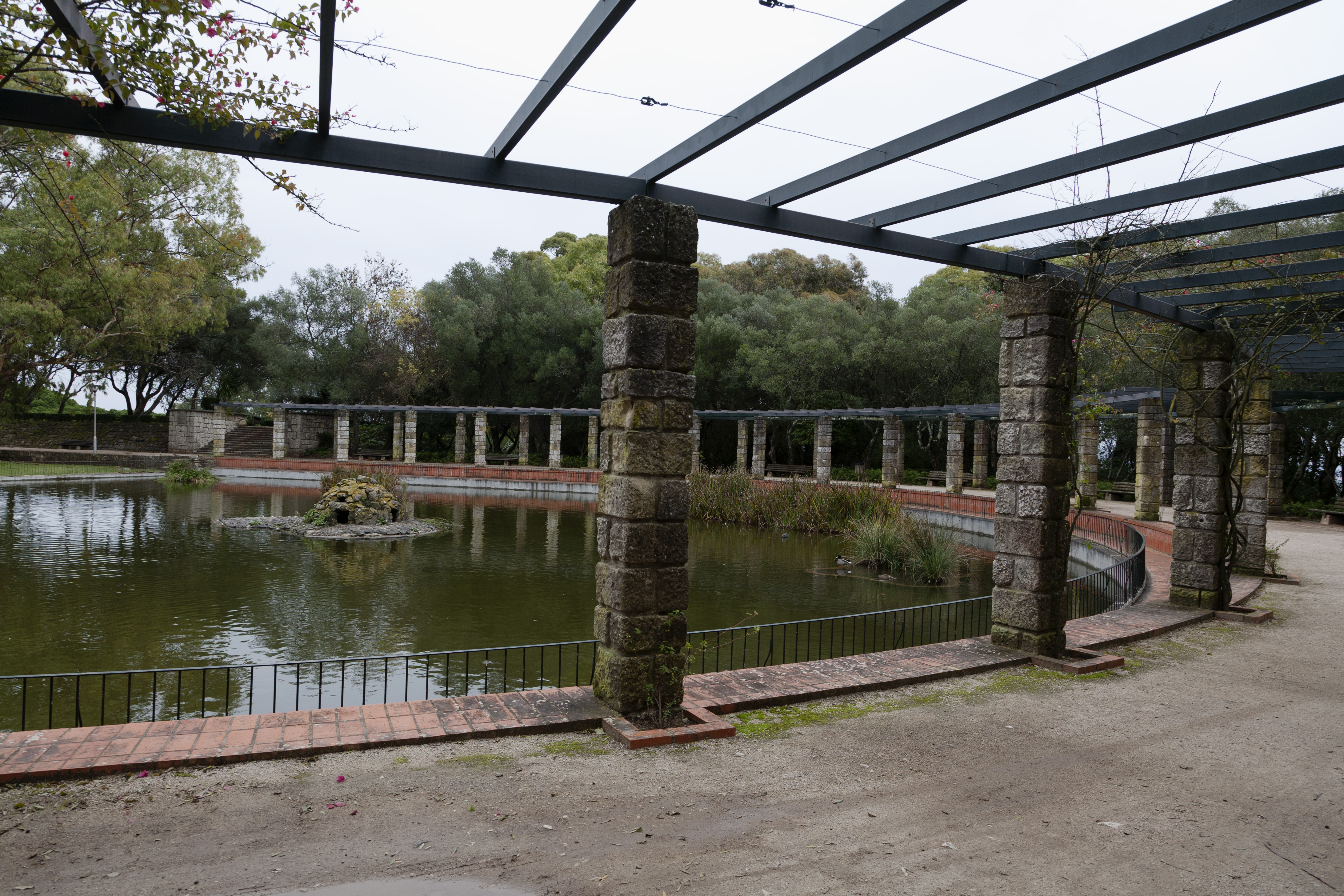
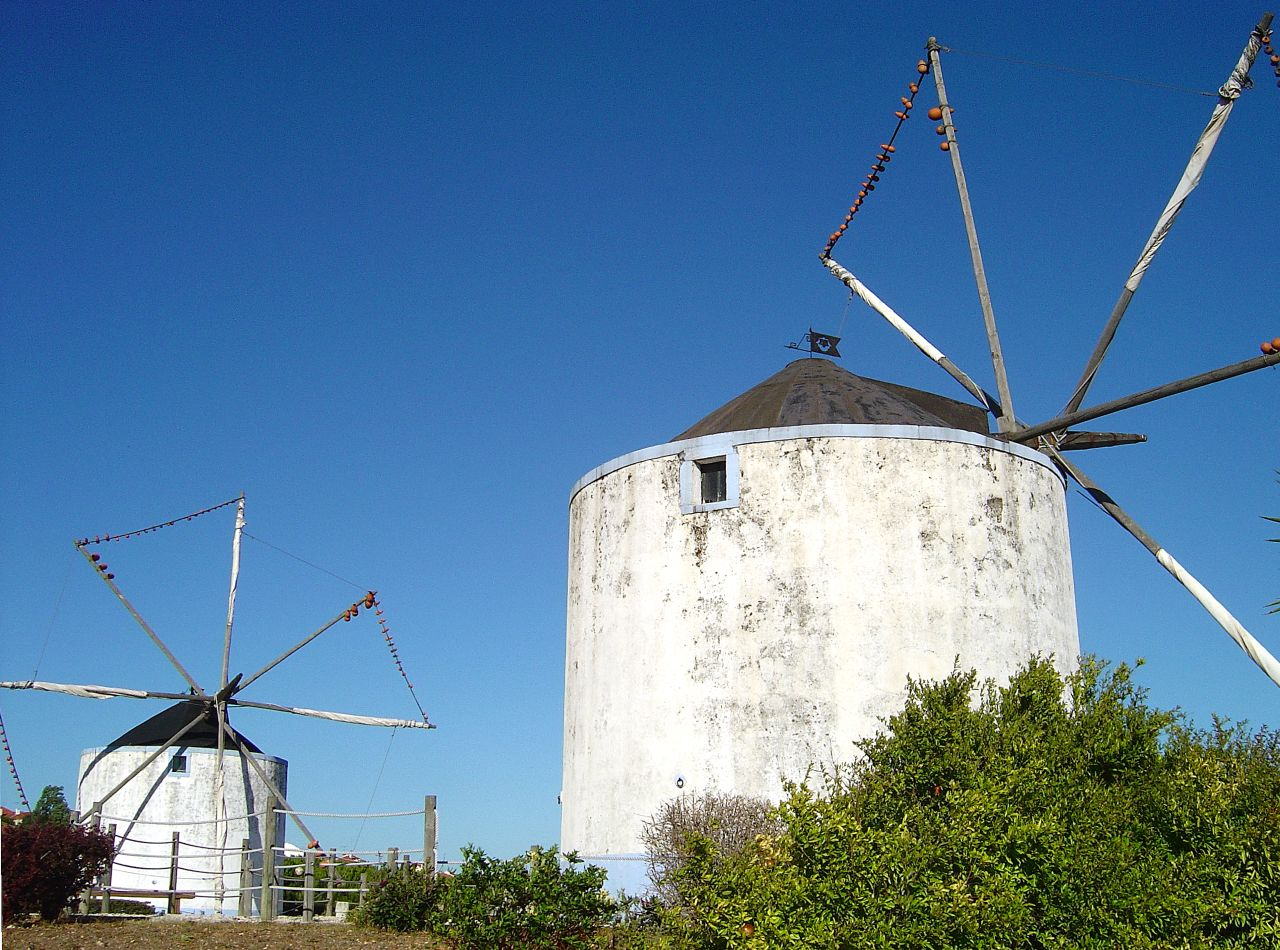
Moulins de Santana.